# Umeå Biotech Incubator
Umeå Biotech Incubator (UBI) är en inkubator för affärsidéer inom Life science. UBI startades 2003 och bedöms sedan 2012 som en excellent inkubator och ingår i Vinnovas inkubatorprogram.
Sedan 2012 har andelen kvinnor som äger och driver inkubatorbolag hos UBI ökat från 12 procent till över 40 procent 2016, då UBI tilldelades Umeå kommuns jämställdhetspris. År 2018 nominerades Umeå Biotech Incubator till Region Västerbottens Grandpris 2019 för sitt bidrag till att sätta regionen, Sverige och Life science bolagen på världskartan.
Umeå Biotech Incubator (UBI) ägs av Umeå universitet holding, Umeå kommunföretag och Region Västerbotten.

## Inkubatorföretag och alumner
- Alexotech
- Betagenon
- Boreal Orchards
- Cropcision
- Hilicon
- Hiloprobe
- Inficure Bio
- Lipigon Pharmaceuticals
- Lipum
- Nordic Biomarker
- Metacurum Biotech
- MD biomedical (uppköpt av Senzime 2015)[5]
- Omnio
- Protest diagnostics
- Spinchem
- Uman diagnostics
- Vakona
- Quretech Bio

## Utmärkelser
- 2024: Utnämnd till en av Europas ledande startup-hubbar av Financial Times, Sifted och Statista. Read more
- 2023: Regio Stars Västerbotten 2023 ”Life science motorn 2.0”  bästa regionalfondsprojekt i kategorin ”En region med platsbaserad hållbar näringslivsutveckling”.[6]
- 2021: Europas mest innovativa bioteknikinkubator. Prisutdelare: Global Health and Pharma Magazin
- 2020: Sveriges Bästa Acceleratorprogram alt Inkubatorprogram. Prisutdelare: Nordic Startup Awards
- 2016: Umeå kommuns jämställdhetspris

## Verksamhetschef/VD genom åren
- Tor Ny, grundare (2003-2009)
- Örjan Nyberg (2009-2012)
- Jennie Ekbeck (2012-2023)
- Peter Jacobsson (2023-)

## Nomineringar
- Grandpriset 2019